# Serach (Bibel)
Serach ist im Alten Testament der Name von sechs Personen.

## Etymologie
Der hebräische Personenname זֶרַח zæraḥ (i. P. זָרַח zāraḥ; z. B. Gen 38,30 ) ist die Kurzform eines Verbalsatznamens, bestehend aus Subjekt und Prädikat. Das Subjekt und gleichzeitig theophore Element ist ausgefallen, sodass nur das Prädikat erhalten ist. Dieses leitet sich von der Wurzel זרח zrḥ „aufstrahlen“ ab und ist ein intransitives Verb. Der Name lässt sich als „(Gott) ist aufgestrahlt“ übersetzen.
Die Langformen des Namens lauten Serachja (זְרַחְיָה zəraḥjāh) und Jisrachja (יִזְרַחְיָה jizraḥjāh), beide bedeuten „JHWH ist aufgestrahlt“. Das Aufstrahlen der Gottheit ist ein Bild für das von ihr gebrachte Glück.
Alternativ kann der Name auch als Nominalsatzname mit der Bedeutung „(Gott) ist Aufstrahlen“ oder als Einwortname „Aufgang / Aufstrahlen“ aufgefasst werden, was beides aber weniger wahrscheinlich ist. Letzterer Möglichkeit folgt die Einheitsübersetzung in Gen 38,30 , wenn sie „Rotglanz“ übersetzt.
Die Septuaginta gibt den Namen mit ζαρα zara (z. B. Gen 36,13 ) oder ζαρε zare (z. B. Gen 36,33 ) wieder. Ersterer Schreibweise folgt das Neue Testament in Mt 1,3  mit Ζάρα zára.

## Serach, Enkel Esaus
In Gen 36,13  wird ein Serach als Sohn Reguëls erwähnt. Reguël ist ein Sohn Esaus und Basemats. Nach Gen 36,17  ist er ein Häuptling in Edom. Sein Sohn Jobab wird als Nachfolger Belas König von Edom (Gen 36,33 ).

## Serach, Sohn Judas und Tamars
Serach ist der Sohn Judas und seiner Schwiegertochter Tamar. Diese war zunächst mit Er, dem Sohn Judas verheiratet, der jedoch bald nach der Hochzeit starb, ohne dass es Nachkommen gab. Daraufhin ging Onan, Ers Bruder, auf Anweisung Judas eine Leviratsehe mit ihr ein, er tat dies aber widerwillig und verhinderte die Zeugung eines Nachkommen. Kurz darauf starb auch er. Von Rechts wegen wäre nun Schela, Onans Bruder, verpflichtet gewesen, Tamar zu heiraten, um seinem Bruder Er Nachkommen zu schaffen. Juda aber zögerte die Vermählung hinaus, da er um den frühen Tod auch seines dritten Sohnes fürchtete. Nach dem Tod der Frau Judas verführte Tamar als Hure verkleidet ihren Schwiegervater und verschaffte sich so Nachkommen.
Serach streckte während der Niederkunft vor seinem Zwillingsbruder Perez seine Hand hervor, an welche zur Wiedererkennung ein roter Faden gebunden wurde. Seine Hand verschwand jedoch wieder und Perez wurde als Erster geboren, erst nach ihm kam Serach zur Welt (Gen 38,29 ).
Als Bruder des Perez erscheint der Name auch im Stammbaum Jesu des Matthäus (Mt 1,3 ).

## Serach, Tochter Aschers
Serach ist auch der Name einer in Gen 46,17  erwähnten Tochter Aschers. Ihre Brüder heißen Jimna, Jischwa, Jischwi und Beria.

## Serach, ein Simeoniter
Serach ist nach 1 Chr 4,24  der vierte Sohn Simeons. Seine Nachkommen sind die Serachiter. Seine Brüder heißen Jemuël, Jamin, Jarib und Schaul.

## Serach, der Levit
Serach ist nach 1 Chr 6,6  ein Levit und Gerschoniter. Sein Vater heißt Iddo, sein Sohn Etni.

## Serach, der Kuschiter

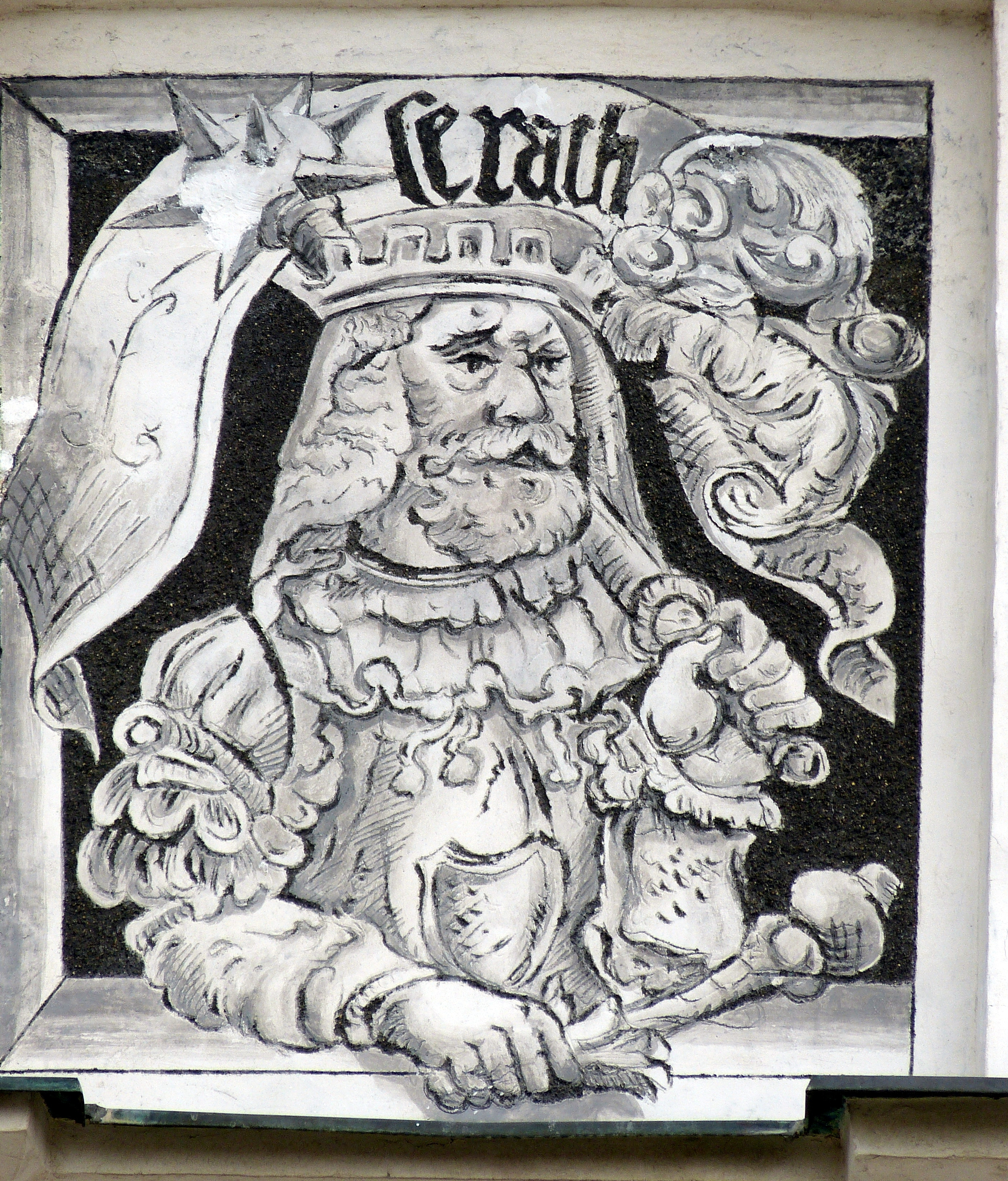
Serach - Sgraffito (1555) von einem Markthaus in Telč (Tschechien)

Serach ist nach 2 Chr 14,8  der Name eines Kuschiters, der mit einem Heer von einer Million Mann und dreihundert Wagen gegen den König Asa von Juda und wird von diesem geschlagen.